# Olona
Pour les articles homonymes, voir Olona (homonymie).
L'Olona (en dialecte lombard Ulona ou Urona) est une rivière d’Italie (131 km, 1 038 km2 de bassin) qui prend sa source sur le Mont Legnone, dans le parc régional Campo dei Fiori, à côté de  Rasa di Varese, hameau de Varèse. Il se divise en de nombreux bras et est l’affluent du Lambro et du Pô à côté de  San Zenone dans la  province de Pavie.

## Hydrographie
Les sources sont à 868 m d'altitude. L’Olona reçoit sur sa gauche les torrents Ganna, Bevera, Clivio, Bozzente et Lura, sur sa droite le Rio Velone et le Rio Ranza.
Son cours traverse Varèse, la région de Seprio, Legnano, San Vittore Olona et Parabiago, le hameau de San Lorenzo. À la hauteur de Rho, le fleuve est canalisé pour disparaître à Pero, recueillant les eaux des égouts sous la chaussée. Toujours sous terre, il traverse la ville de Milan. Il réapparaît à proximité de la Piazza delle Milizie où il passe sous le Naviglio Grande.
Canalisé, il arrive à l’avenue Famagosta et là il se divise en plusieurs bras. Les deux principaux passent sous le Naviglio Pavese à proximité de Conca Fallata (Lambro Meridionale), puis à Rozzano et les autres communes sur leurs cours pour, ensuite se jeter dans le Lambro. Un troisième bras, qui emprunte l’ancien cours principal, sort du sous-sol par une résurgence à Lacchiarella, près de Casirate Olona et traverse la province de Pavie, jusqu’au confluent du Pô, près de San Zenone al Po: on parle alors de l’Olona Inferiore ou Olona meridionale.

## Parco dei Mulini
Le Parco dei Mulini (Parc des Moulins) ou Parco della Media Valle Olona (Parc de la Vallée moyenne de l’Olona) - qui est en cours de création -  doit son nom aux nombreux moulins à eau situés le long de l'Olona, et qui servaient autrefois à fouler la toile olona.
Il s'agit d’une zone verte classifiée Parco Agricolo Sovracomunale (Parc agricole Intercommunal) c'est-à-dire un parc local qui concerne de nombreuses communes.
Les zones qui sont impliquées dans ce projet sont les berges du fleuve, les zones boisées où poussent les bruyères, les terrains agricoles à proximité du cours d’eau, c’est-à-dire les communes de Legnano, Canegrate, San Vittore Olona, Parabiago et Nerviano, plus précisément la zone comprise entre le Parco Castello di Legnano et l’ancien Monastero Olivetano in Nerviano, aujourd’hui siège de la mairie.
La création de ce parc vise la sauvegarde de l’environnement naturel typique (flore et faune), la défense des activités agricoles et la récupération des eaux fluviales. Il est notoire que l’Olona est devenu l’un des fleuves les plus pollués d’Italie, ceci explique que l’effort se concentre plus particulièrement sur la zone entre Castellanza et Milan, celle qui sera la plus urbanisée dans le nouveau parc.
Un système de bassins de rétention est à l’étude contre les inondations fréquentes dans la zone concernée par l’aire verte.